# Chi Cá hồi Đại Tây Dương
Salmo là một chi cá gồm các loài cá hồi trong họ Cá hồi (Salmonidae) với loài có cái tên tương đồng của chi là cá hồi Đại Tây Dương (Salmo salar) và cá hồi nâu (Salmo trutta). Một chi đối diện với chi Salmo là Cá hồi Thái Bình Dương (Oncorhynchus) phân bố ở bên kia đại dương. Cái tên Salmo xuất phát từ tiếng Latin salmō có nghĩa là cá hồi.

## Các loài
Hiện hành có 46 loài được ghi nhận
- Salmo abanticus Tortonese, 1954
- Salmo akairos Delling & Doadrio, 2005
- Salmo aphelios Kottelat, 1997
- Salmo balcanicus (S. L. Karaman, 1927)
- Salmo carpio Linnaeus, 1758
- Salmo caspius Kessler1877
- Salmo cenerinus Nardo, 1847
- Salmo cettii Rafinesque, 1810
- Salmo chilo Turan, Kottelat & Engin, 2012[3]
- Salmo ciscaucasicus Dorofeeva, 1967
- Salmo coruhensis Turan, Kottelat & Engin, 2010
- Salmo dentex (Heckel, 1851)
- Salmo euphrataeus Turan, Kottelat & Engin, 2014[4]
- Salmo ezenami L. S. Berg, 1948
- Salmo farioides S. L. Karaman, 1938
- Salmo ferox Jardine, 1835
- Salmo fibreni Zerunian & Gandolfi, 1990
- Salmo ischchan Kessler, 1877 (Sevan trout)
- Salmo labecula Turan, Kottelat & Engin, 2012[3]
- Salmo labrax Pallas, 1814 (Black Sea salmon)
- Salmo letnica (S. L. Karaman, 1924) (Ohrid trout)
- Salmo lourosensis Delling, 2011
- Salmo lumi G. D. Poljakov, Filipi, Basho & Hysenaj, 1958
- Salmo macedonicus (S. L. Karaman, 1924)
- Salmo macrostigma (A. H. A. Duméril, 1858)
- Salmo marmoratus G. Cuvier, 1829 (Marble trout)

 
|
- Salmo montenigrinus (S. L. Karaman, 1933)
- Salmo nigripinnis Günther, 1866
- Salmo obtusirostris (Heckel, 1851) (Adriatic trout)
- Salmo ohridanus Steindachner, 1892
- Salmo okumusi Turan, Kottelat & Engin, 2014[4]
- Salmo opimus Turan, Kottelat & Engin, 2012[3]
- †Salmo pallaryi Pellegrin, 1924
- Salmo pelagonicus S. L. Karaman, 1938
- Salmo peristericus S. L. Karaman, 1938
- Salmo platycephalus Behnke, 1968 (Flathead trout)
- Salmo rhodanensis Fowler, 1974
- Salmo rizeensis Turan, Kottelat & Engin, 2010
- Salmo salar Linnaeus, 1758 (Atlantic salmon)
- Salmo schiefermuelleri Bloch, 1784
- Salmo stomachicus Günther, 1866 (Gillaroo)
- Salmo taleri (S. L. Karaman, 1933)
- Salmo tigridis Turan, Kottelat & Bektaş, 2011
- Salmo trutta Linnaeus, 1758
  - Salmo trutta aralensis L. S. Berg, 1908 (Aral trout)
  - Salmo trutta fario Linnaeus, 1758 (Brown trout)
  - Salmo trutta lacustris Linnaeus, 1758
  - Salmo trutta oxianus Kessler, 1874 (Amu-Darya trout)
  - Salmo trutta trutta Linnaeus, 1758 (Cá hồi biển)
- Salmo visovacensis Taler, 1950
- Salmo zrmanjaensis S. L. Karaman, 1938